# Krasyliv
Krasyliv (ukrainsk: Красилів, russisk: Красилов) er en by i Khmelnytskyj rajon, Khmelnytskyj oblast (provins) i det vestlige Ukraine. Den er vært for administrationen af Krasyliv urban hromada, en af hromadaerne i Ukraine. Byen har en befolkning på omkring 18.583 (2021).
Indtil 18. juli 2020 var Krasyliv det administrative centrum for Krasyliv rajon. Rajonen blev nedlagt i juli 2020 som led i den administrative reform af Ukraine, der reducerede antallet af rajoner i Khmelnytskyj oblast til tre. Området i Krasyliv rajon blev slået sammen med Khmelnytskyj rajon.

## Galleri
- Gade i Krasyliv.
- Jesu Hellige Hjerte Kirke (katolsk).
- Statue af Taras Sjevtjenko.
- Krasyliv skole.
- Levada-dammen.